# Округ Апшер (Западна Вирџинија)
Округ Апшер (енгл. Upshur County) је округ у америчкој савезној држави Западна Вирџинија.

## Демографија
По попису из 2010. године број становника је 24.254, што је 850 (3,6%) становника више него 2000. године.
| Група             | 2000.          | 2010.          |
| Белци             | 22.876 (97,7%) | 23.494 (96,9%) |
| Афроамериканци    | 144 (0,6%)     | 158 (0,7%)     |
| Азијати           | 72 (0,3%)      | 86 (0,4%)      |
| Хиспаноамериканци | 137 (0,6%)     | 250 (1,0%)     |
| Укупно            | 23.404         | 24.254         |